# Eriphia ferox
Eriphia ferox Koh (S. K. Koh) & P.K.L. Ng (Peter Kee Lin Ng), 2008 è un granchio appartenente alla famiglia Eriphiidae.

## Descrizione
Presenta un carapace convesso e pressoché esagonale, tubercolato; gli occhi sono rossi. Tubercoli sono presenti anche sui chelipedi, la cui superficie è pubescente. Questa è una delle caratteristiche, insieme alla forma dei tubercoli, che permette di distinguere E. ferox dalla molto simile Eriphia smithii. I chelipedi sono diseguali e le chele sono corte e tozze.
In genere il carapace si mantiene al di sotto dei 6 cm di larghezza.

## Alimentazione
Si nutre prevalentemente di gasteropodi.

## Distribuzione e habitat
È una specie indo-pacifica tipica di fondali rocciosi e spesso assiociata a barriere coralline. È comune nell'ovest dell'oceano Indiano, sulle coste del mar Cinese Meridionale ed è anche stata segnalata in Thailandia e Giappone. Il locus typicus è Singapore.